# Paulianellus jacksoni
Paulianellus jacksoni är en skalbaggsart som beskrevs av Rudolph Petrovitz 1975. Paulianellus jacksoni ingår i släktet Paulianellus och familjen Aphodiidae. Inga underarter finns listade i Catalogue of Life.